# Saint-Laurent-sur-Othain
Saint-Laurent-sur-Othain ist eine französische Gemeinde mit 443 Einwohnern (Stand: 1. Januar 2022) im Département Meuse in der Region Grand Est (bis 2015 Lothringen). Sie gehört zum Arrondissement Verdun und zum Kanton Bouligny. 

## Geografie
Saint-Laurent-sur-Othain liegt etwa 54 Kilometer nordwestlich von Metz und etwa 37 Kilometer nordnordöstlich von Verdun am Othain. Umgeben wird Saint-Laurent-sur-Othain von den Nachbargemeinden Grand-Failly im Westen und Norden, Sorbey im Osten, Pillon im Südosten, Mangiennes und Villers-lès-Mangiennes im Süden sowie Merles-sur-Loison im Südwesten.

## Bevölkerungsentwicklung
| Jahr                       | 1962 | 1968 | 1975 | 1982 | 1990 | 1999 | 2006 | 2019 |
| Einwohner                  | 484  | 452  | 442  | 432  | 377  | 370  | 467  | 472  |
| Quellen: Cassini und INSEE |      |      |      |      |      |      |      |      |

## Sehenswürdigkeiten
- Kirche Saint-Laurent aus dem 18. Jahrhundert
- Kapellen Notre-Dame-de-Bon-Secours (1832 errichtet) und Notre-Dame-du-Luxembourg (1872 errichtet)
- Waschhaus
- Mühle am Othain

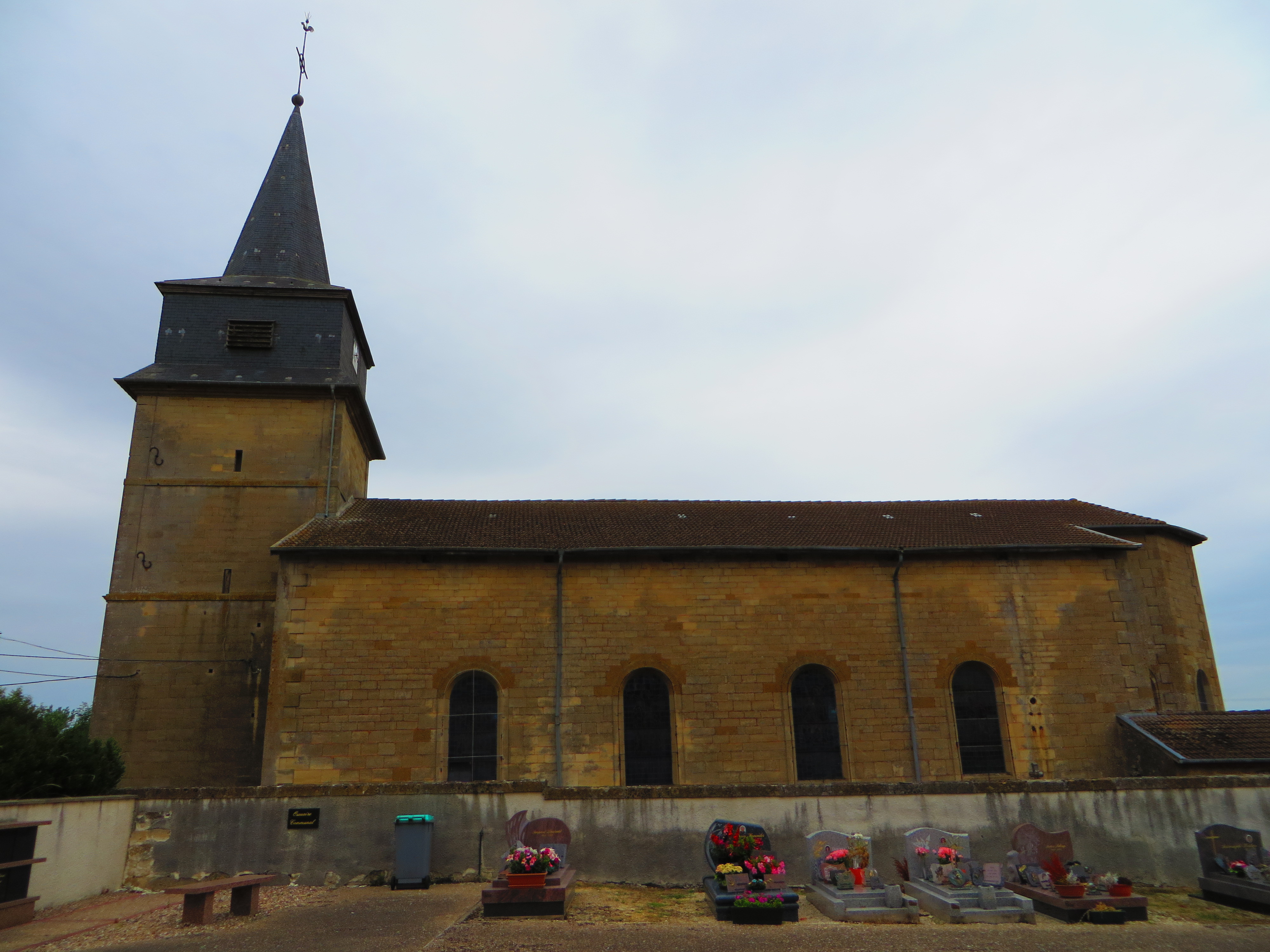
Kirche Saint-Laurent
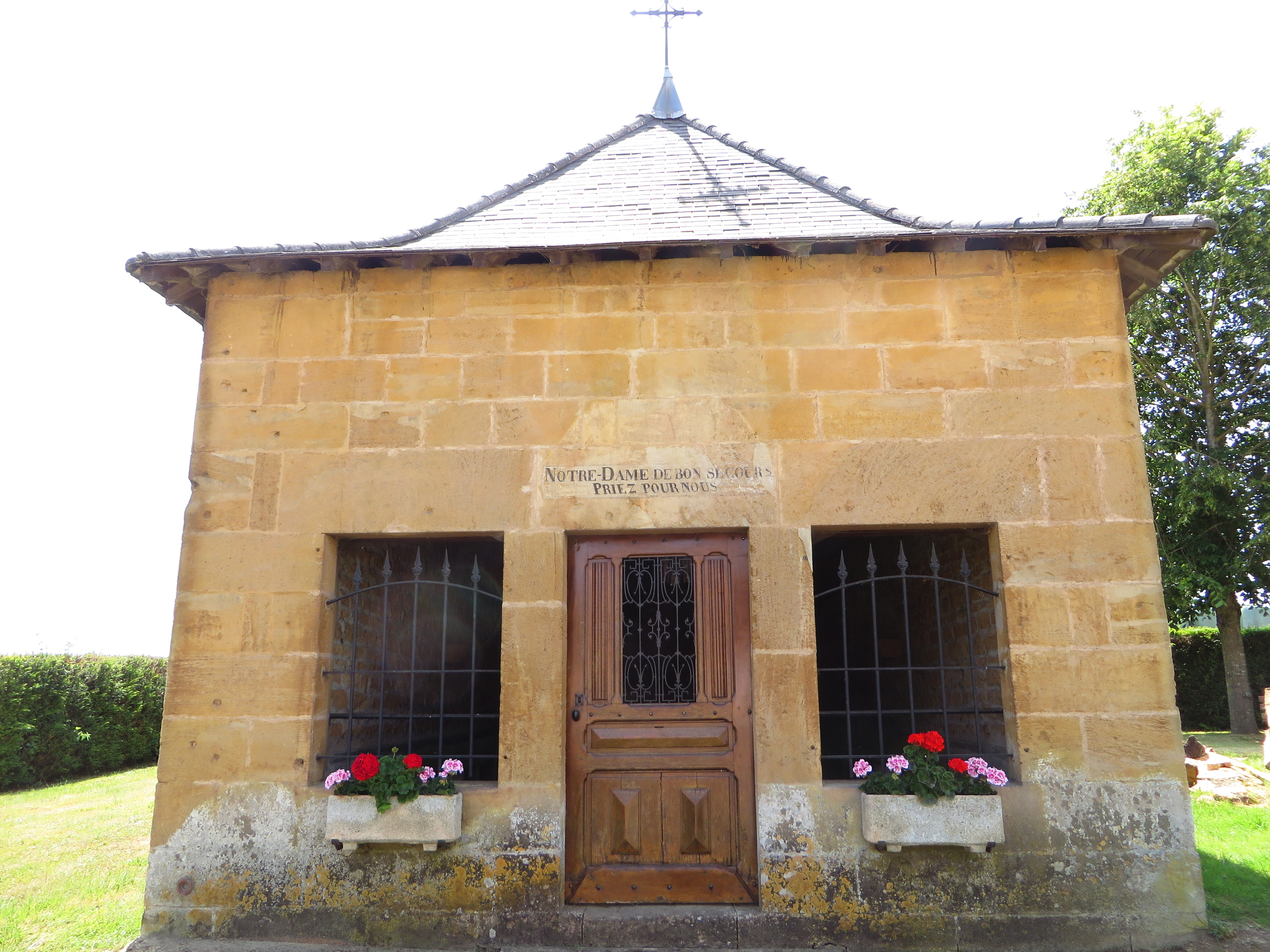
Kapelle Notre-Dame-de-Bon-Secours
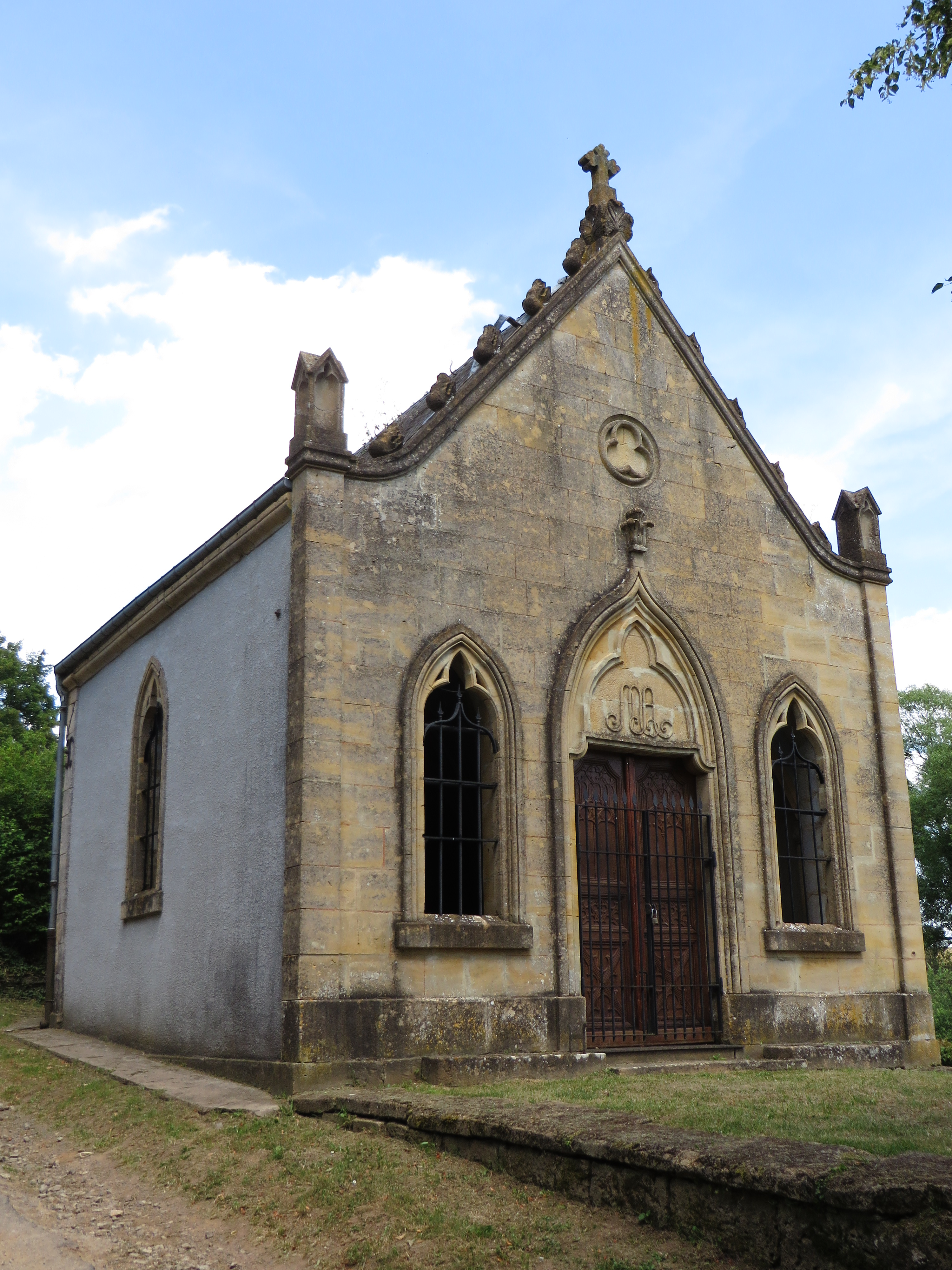
Kapelle Notre-Dame-du-Luxembourg
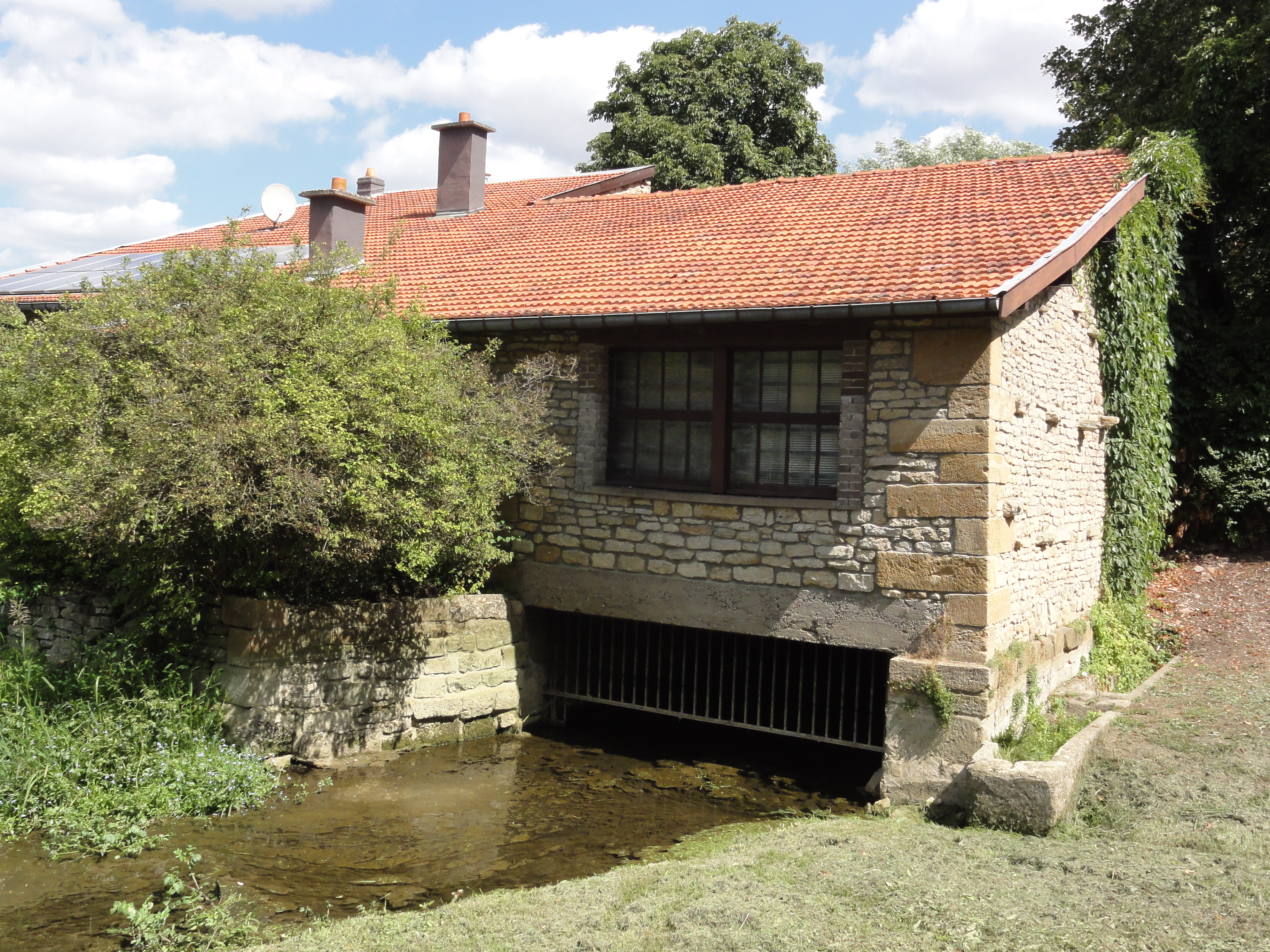
Mühle am Othain